# Ummidia aedificatoria
Ummidia aedificatoria là một loài nhện trong họ Ctenizidae. U. aedificatoria được miêu tả năm 1840 bởi Westwood.